# Phyllopertha yangi
Phyllopertha yangi är en skalbaggsart som beskrevs av Kobayashi och Li 1995. Phyllopertha yangi ingår i släktet Phyllopertha och familjen Rutelidae. Inga underarter finns listade i Catalogue of Life.